# Pseudopoda biapicata
Pseudopoda biapicata är en spindelart som beskrevs av Jäger 200. Pseudopoda biapicata ingår i släktet Pseudopoda och familjen jättekrabbspindlar.
Artens utbredningsområde är Myanmar. Inga underarter finns listade i Catalogue of Life.